# In de rust van het bos
In de rust van het bos (Tsjechisch: Na samotě u lesa) is een film uit 1976 van de Tsjecho-Slowaakse regisseur Jiří Menzel.

## Verhaal
De Praagse familie Lavičkový wil een vakantiehuisje op het platteland. Ze sluiten een overeenkomst met de oude boer Komárek. Hij zal in zijn huis blijven wonen tot de zomer. Daarna zal hij verhuizen naar zijn zoon in Slowakije en hun het huis verkopen. Na verloop van tijd blijkt dat Komárek geen aanstalten maakt om te vertrekken. Věra Lavičková spoort haar man Oldřich aan om de boer aan hun overeenkomst te herinneren. In plaats daarvan sluit hij echter vriendschap met de vriendelijke, oude boer.

## Rolverdeling
| Acteur            | Personage         |
| ----------------- | ----------------- |
| Josef Kemr        | Komárek           |
| Zdenek Sverák     | Oldrich Lavicka   |
| Daniela Kolárová  | Vera Lavicková    |
| Marie Hradilková  | Zuzana Lavicková  |
| Martin Hradilek   | Petr Lavicka      |
| Ladislav Smoljak  | Zvon              |
| Jan Tríska        | Dr. Václav Houdek |
| Nada Urbánková    | Zvonová           |
| Zdenek Blažek     | Hruška            |
| Alois Liškutín    | Kos               |
| František Rehák   | Lorenc            |
| Václav Trégl      | Vondruška         |
| Vlasta Jelínková  | Vondrušková       |
| Oldrich Vlach     | Kokeš             |
| František Kovárík | Komárek st.       |